# カリフォルニア州の気候

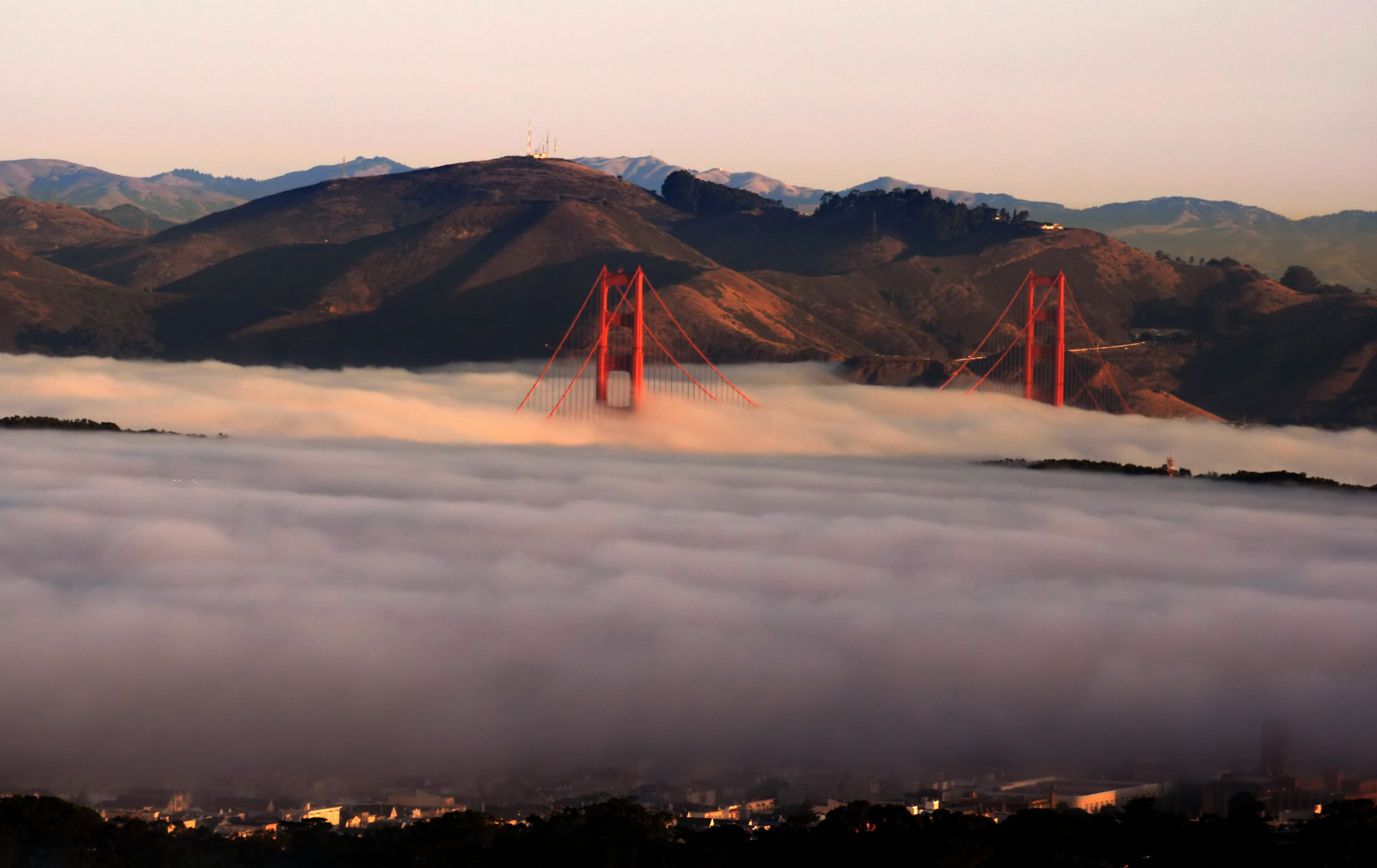
霧に包まれたゴールデンゲートブリッジ

カリフォルニア州の気候は、緯度、標高および海岸からの距離によって砂漠気候から亜寒帯気候まで様々である。州の海岸部と南部は地中海性気候であり、幾分雨の多い冬と乾燥した夏を経験する。大洋の影響で一般に極端な気温の上下を抑えており、特に海岸地域では暖かい冬とかなり冷涼な夏を生んでいる。

## 気温の変化
沖合いの冷涼なカリフォルニア海流は冷たい海面下水の湧昇によって強められ海岸近くで夏の霧を発生させることが多く、北部海岸では温暖な西岸海洋性気候（ケッペンの気候区分 Cfb）を、メンドシーノ岬辺りから南では温暖な地中海性気候（ケッペンの気候区分 Csb）を生んでいる。内陸では大陸性気候に近くなり、その他の地域では半乾燥のステップ気候（ケッペンの気候区分 BSk）となり、冷涼な冬と著しく暑い夏が特徴である。特にセントラルバレーのような標高の低い内陸のバレーでは暑い海洋性気候（ケッペンの気候区分 Csa）となり、亜熱帯気候の気温となるが、はっきりとした夏の乾燥シーズンと冷涼で霧と雨の多い冬のシーズンとに分かれている。
南部の海岸に接している地域と標高の低い内陸のバレーの間の温度差は冬で約 7°F(4℃)（海岸部が暖かい）あり、夏にはおよそ 25°F(14℃)（内陸部が暖かい）ある。温度勾配は海岸部に近づくと最も大きくなる。例えば、サンフランシスコでの7月と8月の日中の平均最高気温は 72°F(22℃) であり、20マイル (32 km) ほど内陸のウォルナットクリークでは 87°F(31℃) となり、1マイル (1.6 km) につき約 1°F(0.6℃) 高くなる。南部では冬の温度差が約 4°F(2℃)、夏の温度差が 23 °F(13℃) となる。海岸部のサンタモニカでは8月の日中の平均最高気温は 75°F(24℃) であり、10マイル (16 km) ほど内陸のバーバンクでは 90°F(32℃) となり、温度勾配は1マイル (1.6 km) につき約 1°F(0.6℃) 以上となる。サンタバーバラとデスバレーの間の温度差が最も極端であり、2地点間の冬の温度差は約 4°F(2℃)、夏の温度差が 35°F(20℃) となる。サンディエゴ市周辺の最南西部では半乾燥で暖かいステップ気候（ケッペンの気候区分 BSh）となり、冬でも乾燥している。内陸のサンバーナーディーノ市では冬の気温が 30 °F(−1℃) まで下がり、夏には109°F(43℃) まで上がる。これは同市が太平洋から100マイル (160 km) 内陸に入っているためである。
南東部は暑い砂漠気候（ケッペンの気候区分 BWh）であり、その北では温暖な砂漠気候（ケッペンの気候区分 BWk）に変わる。州東部、モハーヴェ砂漠の北部にデスバレーがあり、西半球では最も暑い場所となっている。夏には気温が 120°F(49℃) まで上ることが通常である。西半球で記録された過去最高気温は1913年7月10日のデスバレーで、 134°F(57℃) だった。 130°F(54℃) を超える気温が2005年にも観測された。デスバレーの7月における24時間平均気温は 101°F(38℃) である（1961年から1990年の平均）。
下表は各都市の月ごとの平均最高気温と最低気温を示す。上段は摂氏（℃）、下段カッコ内が華氏（°F）である。
| 年                   | 1月          | 2月          | 3月           | 4月           | 5月            | 6月            | 7月            | 8月            | 9月            | 10月          | 11月          | 12月          |
| -------------------- | ------------ | ------------ | ------------- | ------------- | -------------- | -------------- | -------------- | -------------- | -------------- | ------------- | ------------- | ------------- |
| ベーカーズフィールド | 13/4 (56/39) | 18/6 (64/43) | 20/8 (68/46)  | 24/10 (76/50) | 29/14 (84/57)  | 33/18 (92/64)  | 36/21 (97/69)  | 35/20 (95/68}) | 32/18 (89/64)  | 27/13 (80/55) | 18/7 (65/44}) | 13/3 (56/38)  |
| ボディ               | 4/-14 (40/6) | 6/-13 (42/8) | 7/-11 (44/12) | 11/-8 (51/18) | 16/-4 (60/25)  | 21/-1 (70/31)  | 25/2 (77/35)   | 24/1 (76/34)   | 21/-3 (70/27)  | 16/-7 (60/19) | 9/-11 (48/12) | 5/-14 (41/6)  |
| ユーレカ             | 13/5 (55/41) | 13/6 (56/42) | 13/6 (56/42)  | 14/7 (57/44)  | 16/9 (60/48)   | 17/11 (62/51)  | 17/12 (63/53)  | 18/12 (64/53)  | 18/11 (64/51)  | 16/9 (61/48)  | 14/7 (58/44)  | 13/5 (55/41)  |
| デスバレー           | 19/4 (66/39) | 23/8 (73/46) | 27/12 (80/54) | 32/17 (89/62) | 38/22 (100/71) | 43/27 (109/80) | 47/30 (116/86) | 45/29 (113/84) | 41/24 (105/75) | 33/16 (92/61) | 24/8 (76/47)  | 18/3 (65/37)  |
| フレズノ             | 12/3 (54/38) | 16/5 (61/41) | 19/7 (66/45)  | 23/9 (74/48)  | 28/13 (83/55)  | 33/16 (91/61)  | 36/19 (97/66)  | 35/18 (95/65)  | 32/16 (89/60)  | 25/11 (77/52) | 17/6 (63/42)  | 12/3 (53/37)  |
| ロサンゼルス         | 18/9 (65/48) | 19/9 (66/49) | 20/10 (68/50) | 21/12 (70/53) | 23/13 (73/56)  | 24/14 (76/58)  | 28/17 (82/62)  | 28/17 (82/63)  | 27/16 (81/61)  | 25/14 (77/58) | 23/12 (73/53) | 20/10 (68/50) |
| パームスプリングス   | 22/6 (71/42) | 24/8 (76/47) | 27/11 (81/52) | 31/15 (87/59) | 34/18 (94/65)  | 39/23 (103/73) | 42/26 (107/78) | 41/26 (106/78) | 39/22 (102/72) | 33/17 (92/62) | 27/9 (80/48)  | 22/5 (72/41)  |
| レディング           | 13/2 (55/36) | 16/3 (60/38) | 18/5 (64/41)  | 22/7 (71/45)  | 27/11 (81/52)  | 31/13 (91/60)  | 33/14 (98/64)  | 33/14 (97/61)  | 31/13 (89/56)  | 24/11 (73/48) | 17/6 (60/40)  | 12/3 (56/35)  |
| サクラメント         | 12/4 (54/39) | 16/6 (60/42) | 18/7 (65/44)  | 22/8 (71/46)  | 27/11 (80/51)  | 31/13 (87/56)  | 33/14 (92/58)  | 33/14 (91/58)  | 31/13 (87/56)  | 24/11 (75/51) | 17/6 (63/43)  | 12/3 (54/38)  |
| サンバーナーディーノ | 7/-2 (44/29) | 8/-1 (47/30) | 12/0 (53/32)  | 16/2 (60/35)  | 19/5 (67/41)   | 24/9 (76/49)   | 27/13 (81/55)  | 27/13 (81/55)  | 24/10 (76/50)  | 18/5 (64/41)  | 11/1 (52/34)  | 7/-2 (45/29)  |
| サンフランシスコ     | 13/6 (56/43) | 15/8 (59/46) | 16/8 (61/47)  | 18/9 (64/48)  | 19/10 (67/50)  | 21/12 (70/53)  | 22/12 (71/54)  | 22/13 (72/56)  | 23/13 (73/55)  | 21/11 (70/52) | 17/9 (62/48)  | 13/6 (56/43)  |
| サンノゼ             | 16/6 (60/42) | 18/7 (64/45) | 19/8 (67/46)  | 23/9 (73/48)  | 25/11 (77/52)  | 28/13 (82/55)  | 29/14 (84/57)  | 29/14 (84/57)  | 27/13 (81/56)  | 24/11 (76/52) | 18/7 (65/45)  | 16/6 (60/42)  |
| サウスレイクタホ     | 5/-9 (41/15) | 6/-8 (42/17) | 8/-6 (46/22)  | 12/-3 (53/26) | 16/0 (61/32)   | 21/3 (70/37)   | 26/4 (79/40)   | 26/3 (79/38)   | 22/1 (72/33)   | 17/-3 (62/26) | 9/-7 (49/20)  | 6/-10 (42/14) |

## 降水量
太平洋からの西よりの風が湿気をもたらし、州の北部は通常南部よりも毎年多量の降水がある。カリフォルニアの山脈も気候に影響する。西からの湿気を含んだ空気は山に昇って冷やされ、水滴を落とす。州内で最も雨の多い地域は山の西側に向かった斜面である。カリフォルニア北西部は年間雨量が15インチ (380 mm) から50インチ (1,250 mm) の温暖な気候である。セコイアの森がある地域は年間100インチ (2,500 mm) 以上の雨が降る。
セントラルバレーは雨量に大きな幅がある。その北部は太平洋岸北西部から吹き降ろす冬の嵐によってかなり大量の雨が降り、一方南端の地域は雨が少ないために砂漠に近いものとなっている。セントラルバレーの一部は時として地元でトゥーリーフォッグ（地上霧）と呼ばれる厚い霧に覆われることがある。
シエラネバダ山脈、カスケード山脈およびクラマス山脈など高山域は冬に雪が降り夏は温暖からやや暑くなる高山気候である。タホ湖、マンモスレイクスおよびシャスタ山のスキー場ではシーズンに毎年10フィート (300 cm) 以上の降雪があり、年によってはそれ以上のことがある。雪の多いところでは、例えば毎年7月4日にスキーの競走が行われている。
山脈の東側は乾燥した雨蔭にあたる。カリフォルニアの砂漠気候地域は標高の高いシエラネバダ山脈と南カリフォルニアのトランスバース山脈や半島山脈の東側にある。南カリフォルニアの山脈の東にある標高の低い砂漠はインペリアル・バレーやコーアチェラ・バレーおよびコロンビア川下流を含め、ソノラ砂漠の一部となっており、夏は暑く、冬は霜もほとんど降りない温暖さである。東カリフォルニアの標高の高い砂漠はモハーヴェ砂漠、オーウェンズ・バレーおよびモドック高原などグレートベースン地域の一部であり、夏は暑く、冬は寒い。夏の特に6月から9月初旬に掛けてメキシコモンスーン（南西モンスーンとも呼ばれる）の影響を受け、太平洋の熱帯部にあるカリフォルニア湾あるいはメキシコ湾からの湿気を砂漠に運んでくる。これが特に山岳部に短時間ではあるが時として滝のような雷雨をもたらす。
カリフォルニア州はその長い海岸線があるにも拘わらず、熱帯性サイクロンに襲われにくい。北太平洋から冷たいカリフォルニア海流が流れ、嵐は西に「舵を切る」傾向にあるために、その歴史の中では1939年に嵐が海岸を襲いロサンゼルス地域や内陸の砂漠に豪雨を降らした時と、1997年にハリケーン・ノラが襲ったことの2回しか熱帯暴風雨は記録されていない。熱帯低気圧の名残がカリフォルニアに及ぶのはもっと回数が多く、数年に一度の割である。

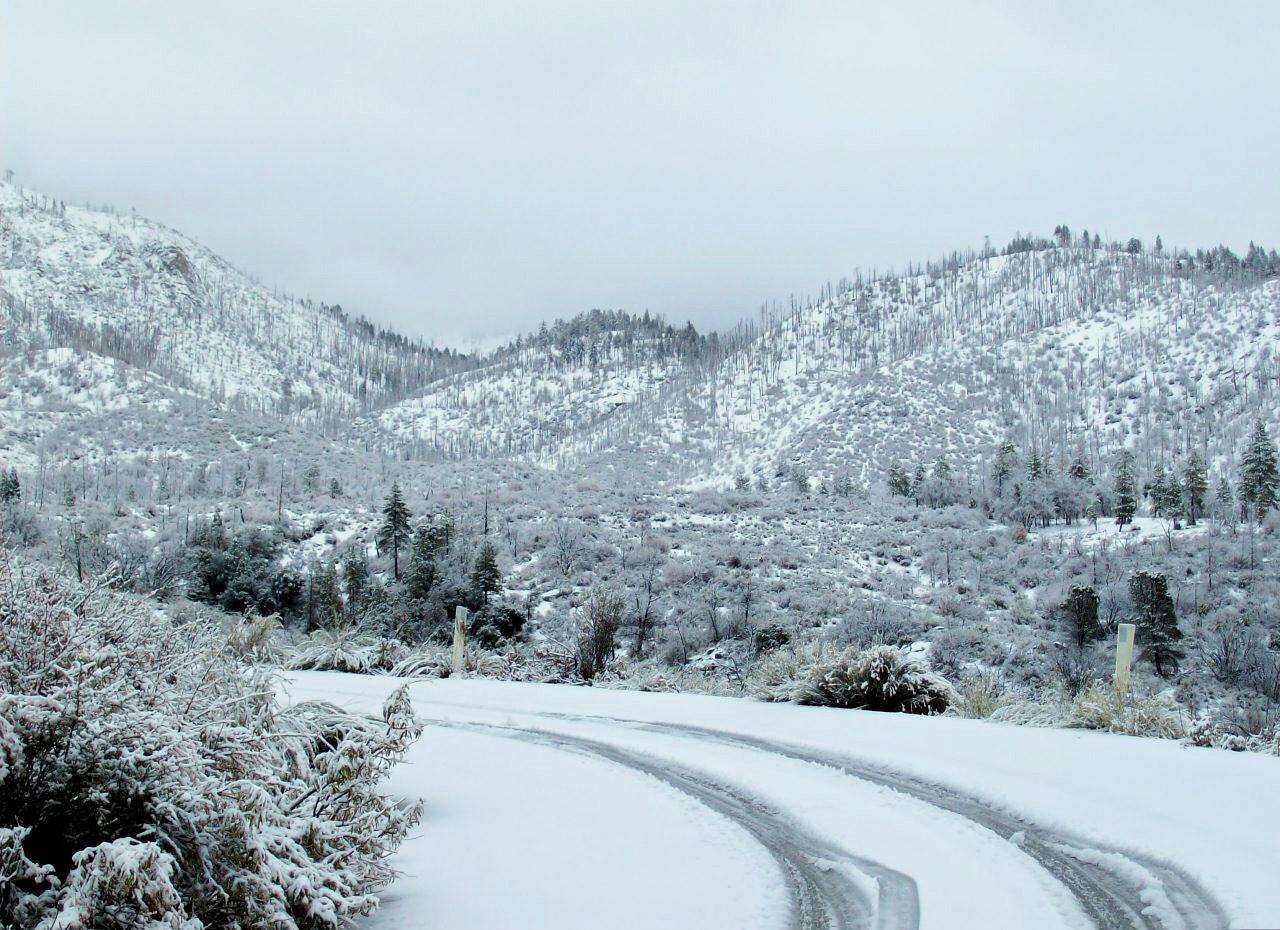
南カリフォルニアの山岳部に積もった雪
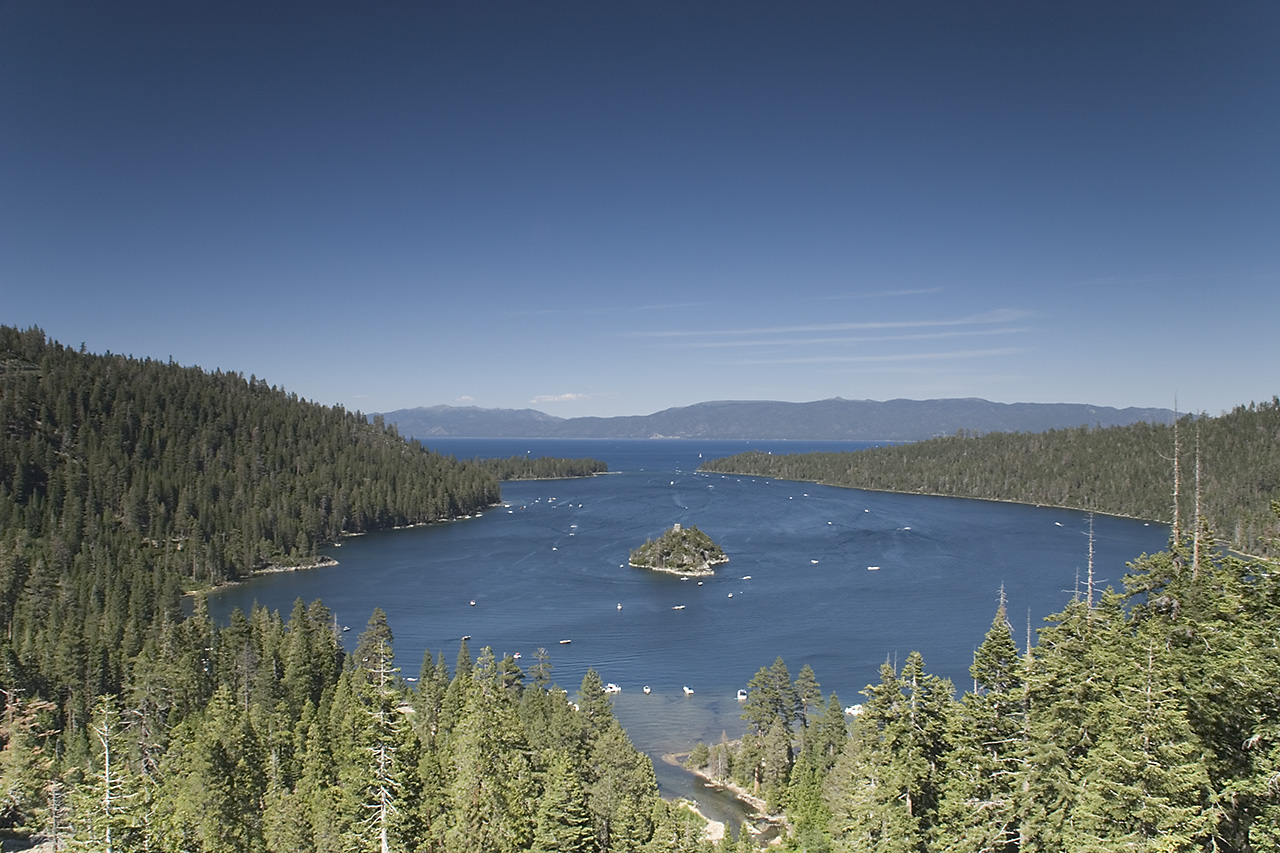
シエラネバダ山脈のタホ湖の夏
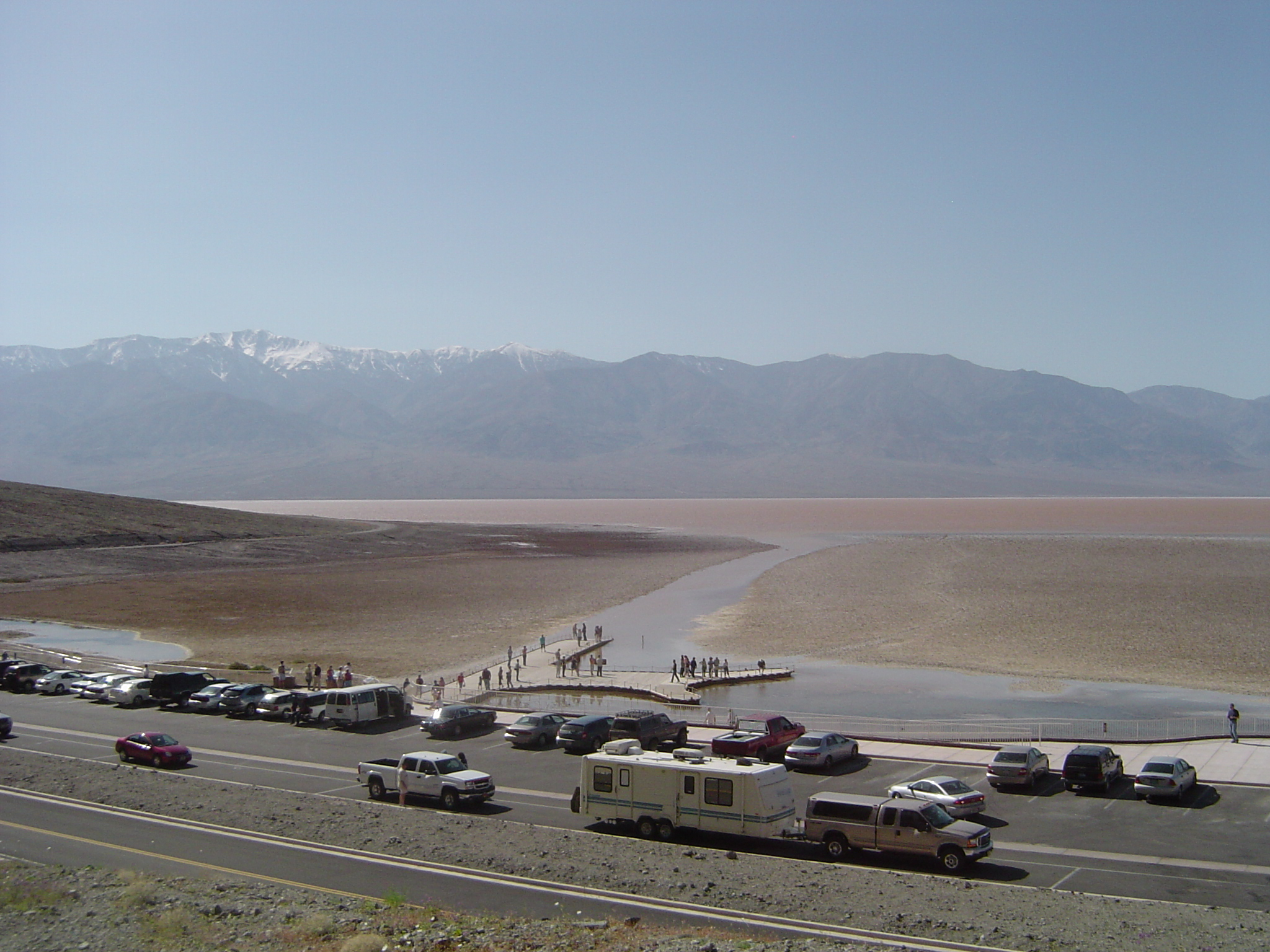
2005年冬の異常な降水量で一時的な湖を生じさせた。デスバレー国立公園のバッドウォーター盆地

## 山火事

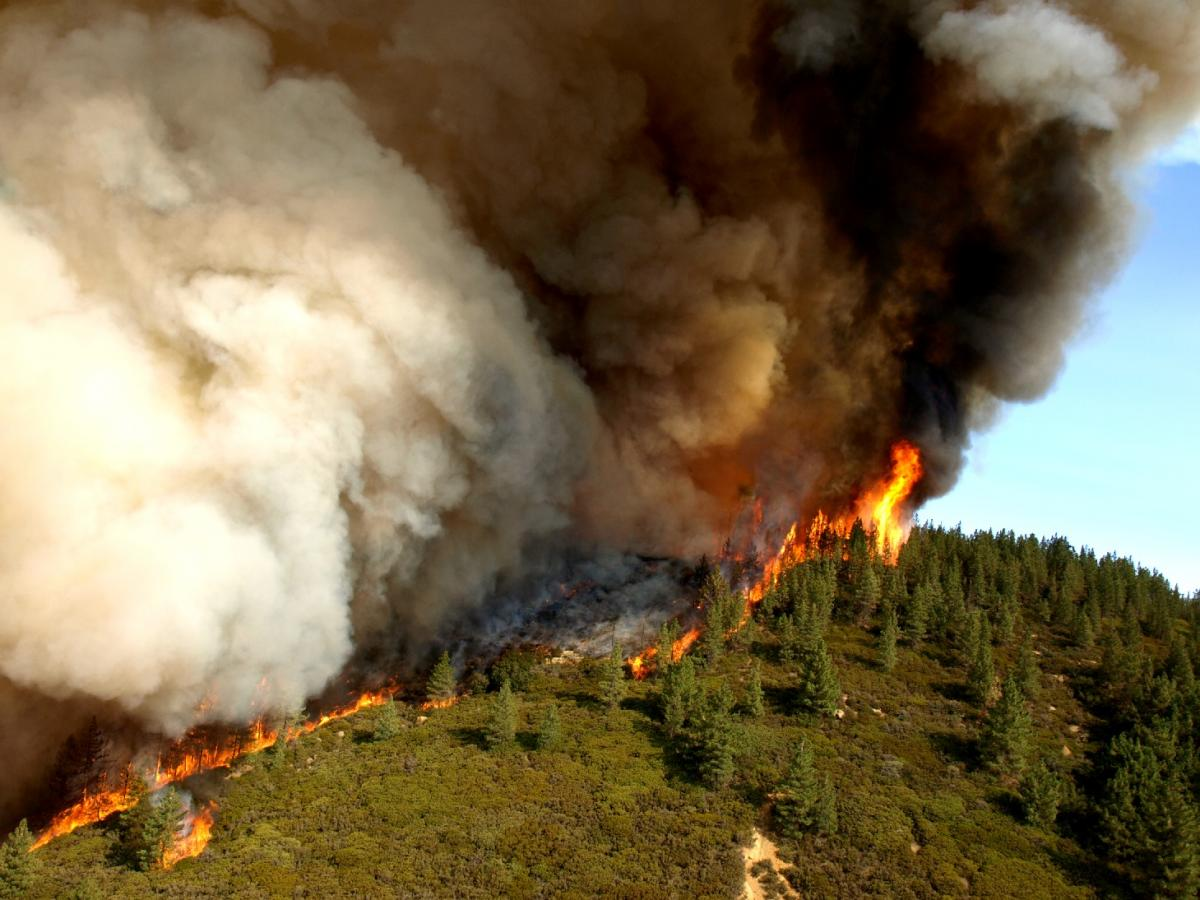
ザカ山火事の現場、カリフォルニア州でも2番目に大きな山火事

カリフォルニアの夏は暑く乾燥するのが通常である。このことで山火事を起こしやすくなる。これは生命を脅かすものであり、緊急退避もあり得る。海岸部では夏も湿度があって冷涼なので山火事はあまり無いが、秋には海洋層が暖かく乾燥させることも稀に見られる。

## 気象用語
下記の用語はカリフォルニアの地方で特有の気象現象を表現するために使われている。
- サンタアナ風（Santa Ana wind）：サンタアナ風は熱く強い風であり、通常春と秋に東部の山岳や砂漠地帯から海岸部に向かって吹く。これはシエラネバダ山脈とロッキー山脈の間で作られた気圧差によるものである。この気団があふれ出て重力で引っ張られ、高気圧の周りに時計回りに回転し、東から北東よりの風をもたらす。気団が高度を下げると暖められて湿度は15％以下にまで急落する。気団が砂漠の近くを通ると暖められ乾燥すると言われることも多いが、気象学者に拠ればこれはよくある誤解であり、実際には高度の高いところから海面まで流れ降りるときの断熱過程によるものである。サンタアナ風が吹くと、海岸部は砂漠地帯よりも暑くなるのが普通である。サンタアナ風が山岳の峠を抜ける時に狭められハリケーンのような強風になることがある。風速、熱および乾燥が組み合わされシャパラルを爆発的な燃料に変えて山火事を発生させることになる。
- パイナップルエクスプレス（Pineapple Express）：事象の複雑な組み合わせによりカリフォルニアに激しい滝のような雨を降らせること。ジェット気流がカリフォルニアに下りて来て、中部太平洋（特にハワイ近辺）からの暖かく湿度がある空気がカリフォルニアにひきつけられる時に起こる。ハワイからやってくるのでパイナップルエクスプレスと呼ばれている。その結果異常な豪雨を生むことになる。2005年1月のパイナップルエクスプレスでは、サンタバーバラ郡に25インチ (635 mm) の雨をもたらした。
- トゥーリーフォッグ（Tule fog）：セントラルバレーのサンホアキン・バレーやサクラメント・バレー地域に滞留する厚い地上霧。トゥールフォッグは中秋、冬から早春に最初のまとまった雨の後に発生する。この現象はセントラルバレーのホタルイ湿地に因んで名付けられた。トゥーリーフォッグはベーカーズフィールドからチノまで広がることがある。この霧のために起こる事故はカリフォルニアで気象に関わる死因の最1位である。視界は8分の1マイル（600フィート、183 m) 以下になることが多いが、10フィート (3 m) を切ることもある。
- メイグレイ（May Gray）あるいはジューングルーム（June Gloom）：晩春（5月と6月）に特徴的な気象現象で、内陸の熱、海岸沖の冷たい水、および偏西風の組み合わせで海岸地域に霧と雲の多い天候をもたらす。サンタバーバラ郡のポイント・コンセプションから北ではこの現象が早秋まで続く。
- 海洋層（Marine layer）：冷たく湿気をはらんだ空気の層が大洋からくるものであり、通常霧も含んでいる。カリフォルニアの北と中央海岸部で晩春から早秋までの標準的な気象現象である。
- 宏観異常現象（Earthquake weather）：季節はずれの不快な天候。通常は暑く、普段より湿気が多く、高高度や中高度の雲を伴う。「地震気象」と呼ばれることがある。

## ギャラリー

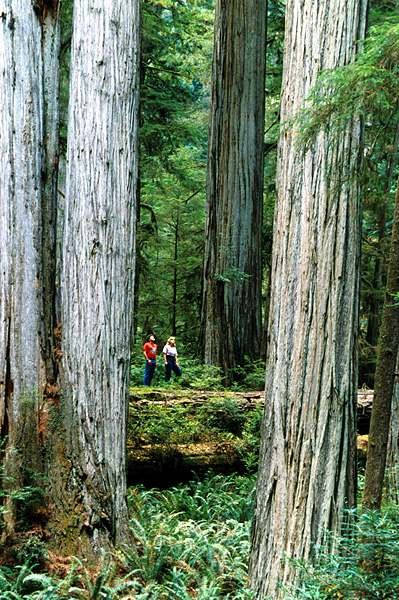
セコイア国立公園
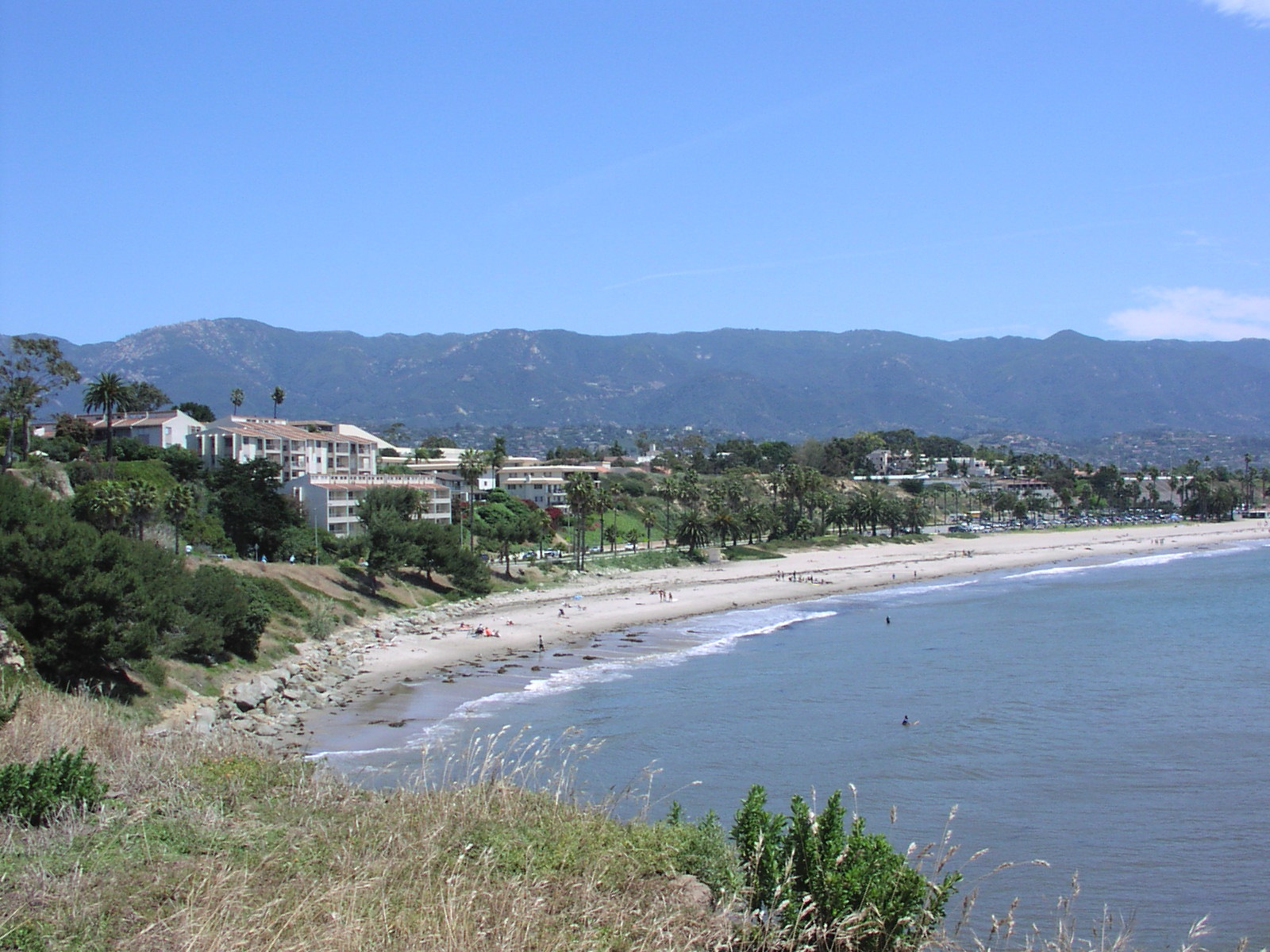
サンタバーバラの地中海性気候
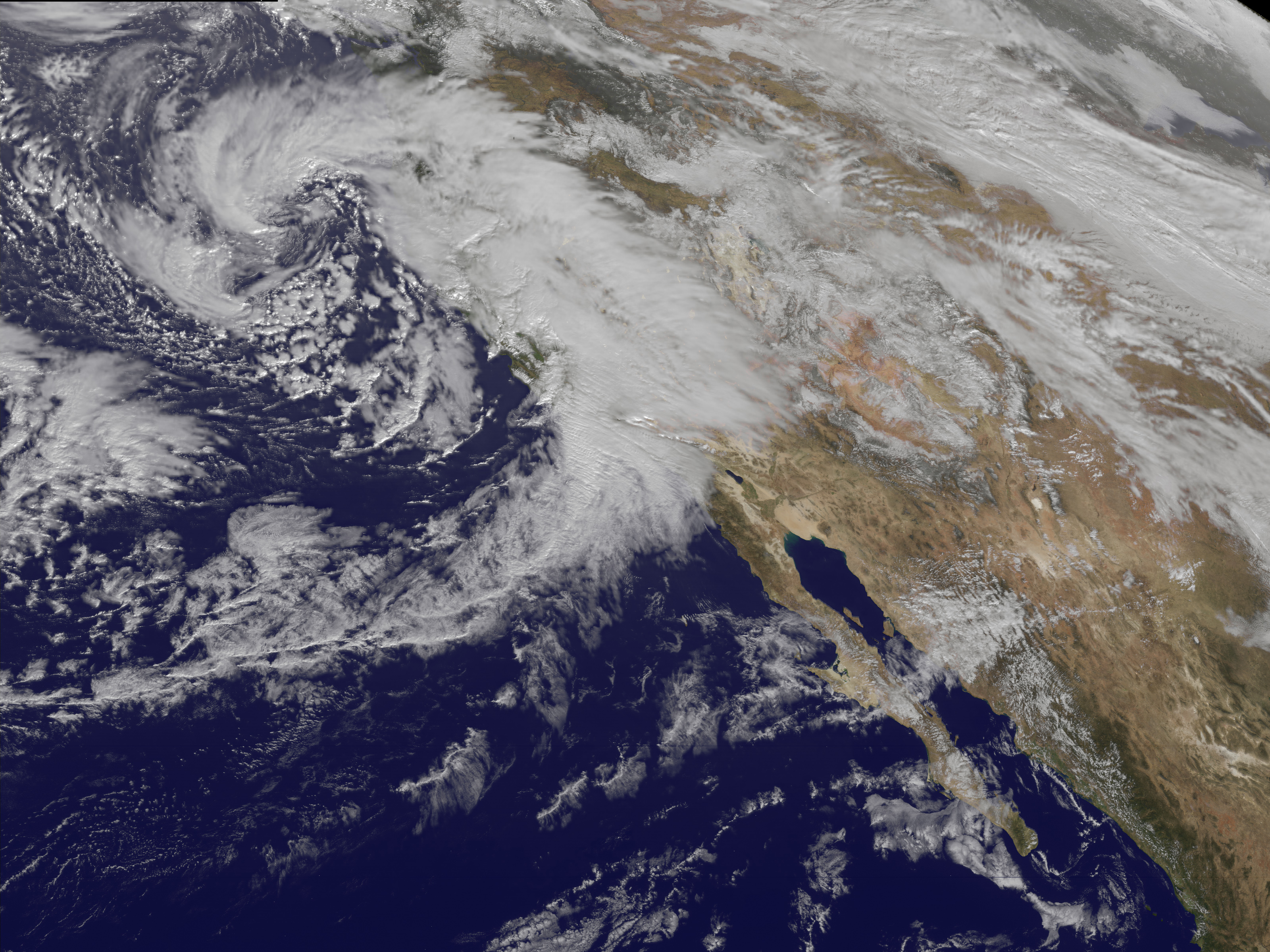
カリフォルニアに掛かった嵐
- 同左の映像